# FAM86C1
FAM86C1 (англ. Family with sequence similarity 86 member C1) – білок, який кодується однойменним геном, розташованим у людей на 11-й хромосомі. Довжина поліпептидного ланцюга білка становить 165 амінокислот, а молекулярна маса — 18 454.
| 10         |  | 20         |  | 30         |  | 40         |  | 50         |
| ---------- |  | ---------- |  | ---------- |  | ---------- |  | ---------- |
| MAPEENAGSE |  | LLLQSFKRRF |  | LAARALRSFR |  | WQSLEAKLRD |  | SSDSELLRDI |
| LQKHEAVHTE |  | PLDELYEVLV |  | ETLMAKESTQ |  | GHRSYLLTCC |  | IAQKPSCRWS |
| GSCGGWLPAG |  | STSGLLNSTW |  | PLPSATQRCA |  | SCSPPSYAGL |  | GSDGKRKLIM |
| TRNCFPTEST |  | WRWQS      |  |            |  |            |  |            |

A: Аланін

C: Цистеїн

D: Аспарагінова кислота

E: Глутамінова кислота

F: Фенілаланін

G: Гліцин

H: Гістидин

I: Ізолейцин

K: Лізин

L: Лейцин

M: Метіонін

N: Аспарагін

P: Пролін

Q: Глутамін

R: Аргінін

S: Серин

T: Треонін

V: Валін

W: Триптофан

Кодований геном білок за функціями належить до трансфераз, метилтрансфераз. 
Задіяний у такому біологічному процесі, як альтернативний сплайсинг. 
Білок має сайт для зв'язування з S-аденозил-L-метіоніном. 